# Береговой сельский совет

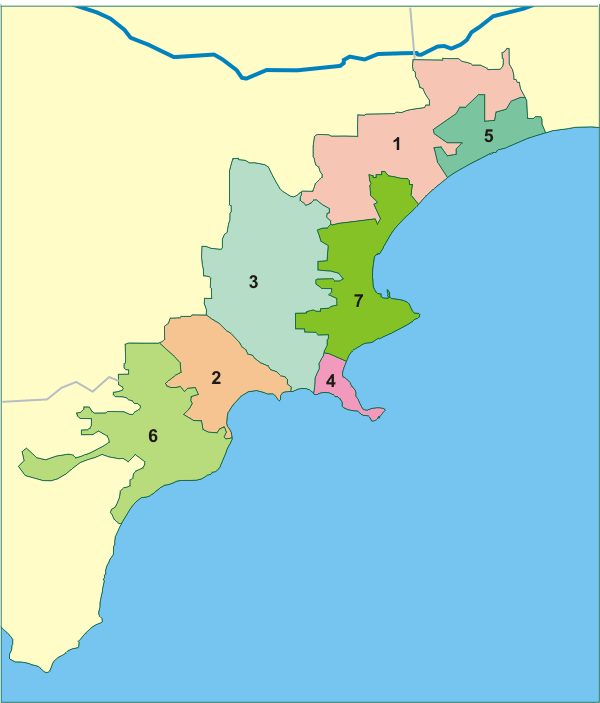
Административное деление Феодосийского горсовета. 1 — Береговой, 2 — Коктебельский, 3 — Насыпновский, 4 — Орджоникидзевский, 5 — Приморский, 6 — Щебетовский

Береговой сельский совет (укр. Берегова сільська рада, крымскотат. Qoran Eli köy şurası) — административно-территориальная единица Феодосийского горсовета АР Крым. Население по переписи 2001 года — 2506 человек, площадь совета 68 км². Территория бывшего сельсовета расположена на берегу Феодосийского залива Чёрного моря, примыкая с востока к Феодосии.
К 2014 году сельсовет состоял из 2 сёл:
- Береговое
- Степное

## История
Береговой сельсовет был образован 10 августа 1954 года объединением Ближне-Камышанского и Дальне-Камышанского сельсоветов ещё Кировского района. На 15 июня 1960 года в составе совета числились следующие населённые пункты:

| - Береговое - Ближние Камыши - Дальние Камыши | - Знаменка - Степное |

Тот же состав совет имел и на 1968 год. Указом Президиума Верховного Совета УССР «Об укрупнении сельских районов Крымской области», от 30 декабря 1962 года Кировский район был упразднён и сельсовет присоединили к Ленинскому району. 1 января 1965 года, Указом Президиума ВС УССР «О внесении изменений в административное районирование УССР — по Крымской области», вновь включили в состав Кировского. К 1968 году упразднена Знаменка, к 1 января 1977 года Ближние Камыши включили в состав Феодосии. В состав Феодосийского горсовета Береговой сельский совет передан после 1 июня 1977 года, поскольку на эту дату сельсовет ещё числился в Кировском районе. Между 1 июня 1977 года (на эту дату село ещё числилось в составе Берегового совета) и 1985 годом (в перечнях административно-территориальных изменений после этой даты не упоминается) Дальние Камыши включили в состав Приморского и совет обрёл современный состав. С 12 февраля 1991 года сельсовет в восстановленной Крымской АССР, 26 февраля 1992 года переименованной в Автономную Республику Крым. С 21 марта 2014 года в составе Крыма аннексирован Россией, с 5 июня 2014 года Береговой сельский совет был упразднён, а его территория входит в городской округ Феодосия.